# San Martín (département)
Pour les articles homonymes, voir San Martín.
Le département de San Martín (en espagnol : Departamento de San Martín) est l'une des 24 régions du Pérou. Sa capitale est la ville de Moyobamba.

## Géographie
La région couvre une superficie de 51 253 km2. Elle est située dans la partie nord du pays, s'étendant en majeure partie sur la forêt amazonienne. Elle est limitée au nord par la région de Loreto et la région d'Amazonas, à l'est par la région d'Ucayali, au sud par la région de Huánuco et à l'ouest par la région de La Libertad.

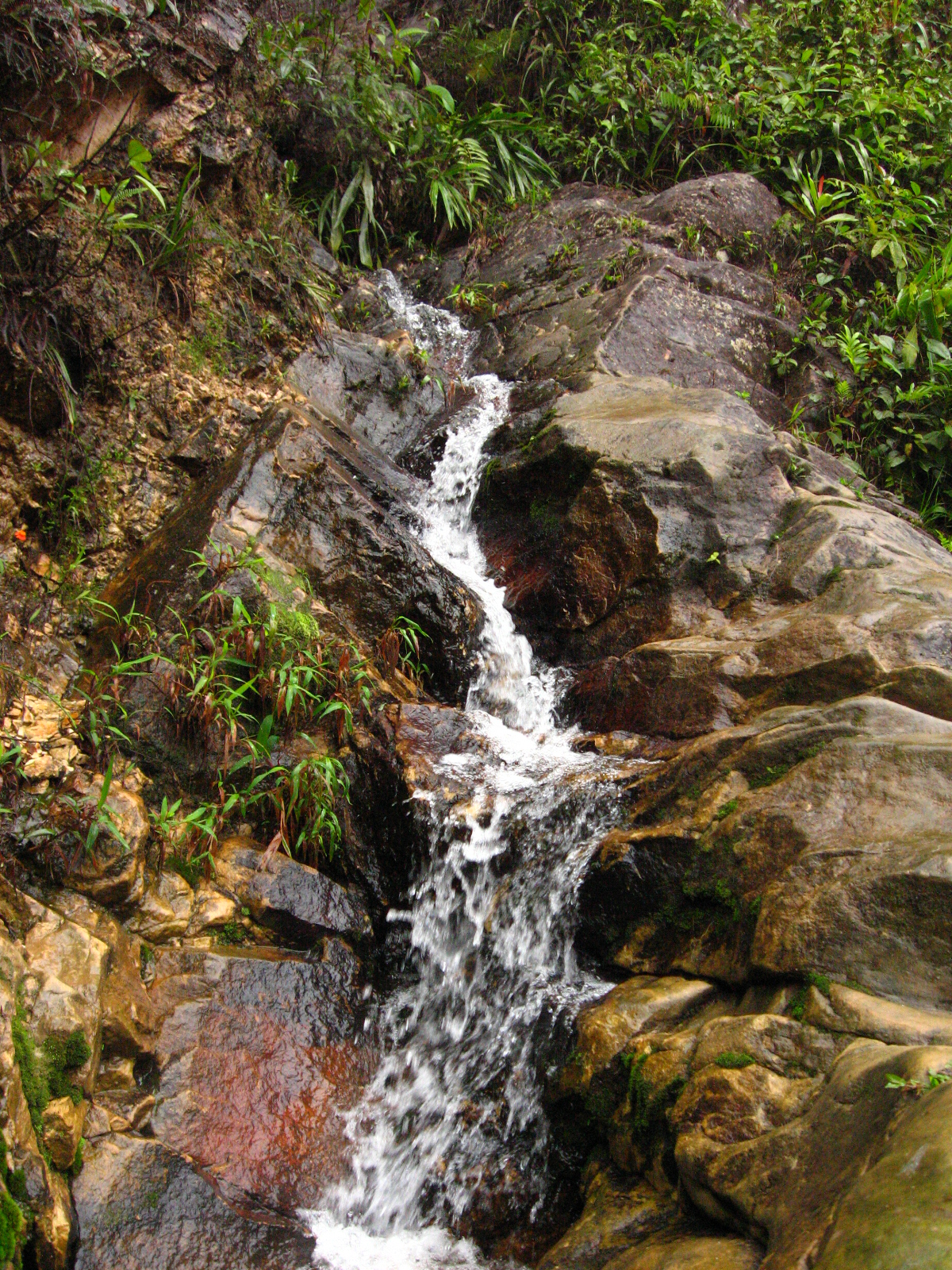
Cascade de la haute Amazonie

## Histoire
La région a été fondée le 4 septembre 1905 et a reçu le nom de José de San Martín, le libérateur du pays.

## Divisions administratives
La région est composée de 10 provinces
|  | - Bellavista - El Dorado - Huallaga - Lamas - Mariscal Cáceres - Moyobamba - Picota - Rioja - San Martín - Tocache |

## Communications
La région est reliée au reste du pays par la carretera marginal de la Selva ou route Fernando Belaúnde Terry, construite dans les années 1960.